# Septiembre (canción de Los Enemigos)
«Septiembre» es una canción del grupo madrileño Los Enemigos compuesta por Josele Santiago. Fue lanzada como sencillo en 1990.

## Composición y grabación
Incluida en el álbum “La vida mata”, la letra está inspirada en un caso real ocurrido en Galicia, donde un adolescente incapaz de aguantar la presión de los exámenes de septiembre decidió acabar con su vida. Josele Santiago lo leyó en la prensa y escribió la canción relatando los últimos pensamientos del joven. Aunque el autor no recuerda bien dónde leyó la noticia, sí tiene claro que lo que más le impresionó fue una frase de la nota de suicidio que dejó el chico: “Id a por el pan, que yo no voy a ir”.
La grabación representó un reto a nivel vocal para Josele Santiago, acostumbrado a cantar con su habitual tono de voz grave, ya que "Septiembre" requería llegar a notas más agudas. El propio Santiago comentó:  “En La vida mata las canciones tienen más melodía y no pegaba la voz ronca. Septiembre la hacía con registro grave. Pero probando en el estudio conseguí llegar a esos registros más agudos. Y el productor me decía: ‘Abre la boca, no te dé vergüenza, no camufles tu voz”.

## Lanzamiento y recepción
Convertida en una de las canciones más emblemáticas de Los Enemigos, fue lanzada como sencillo en 1990. Ha sido incluida en todos los recopilatorios de la banda, así como en el álbum en directo Obras escocidas (1985-2000). 
Fue escogida por la revista Rolling Stone como una de las mejores canciones del Pop español de todos los tiempos, ocupando el puesto número 55.